# Ron Ng Cheuk Hai

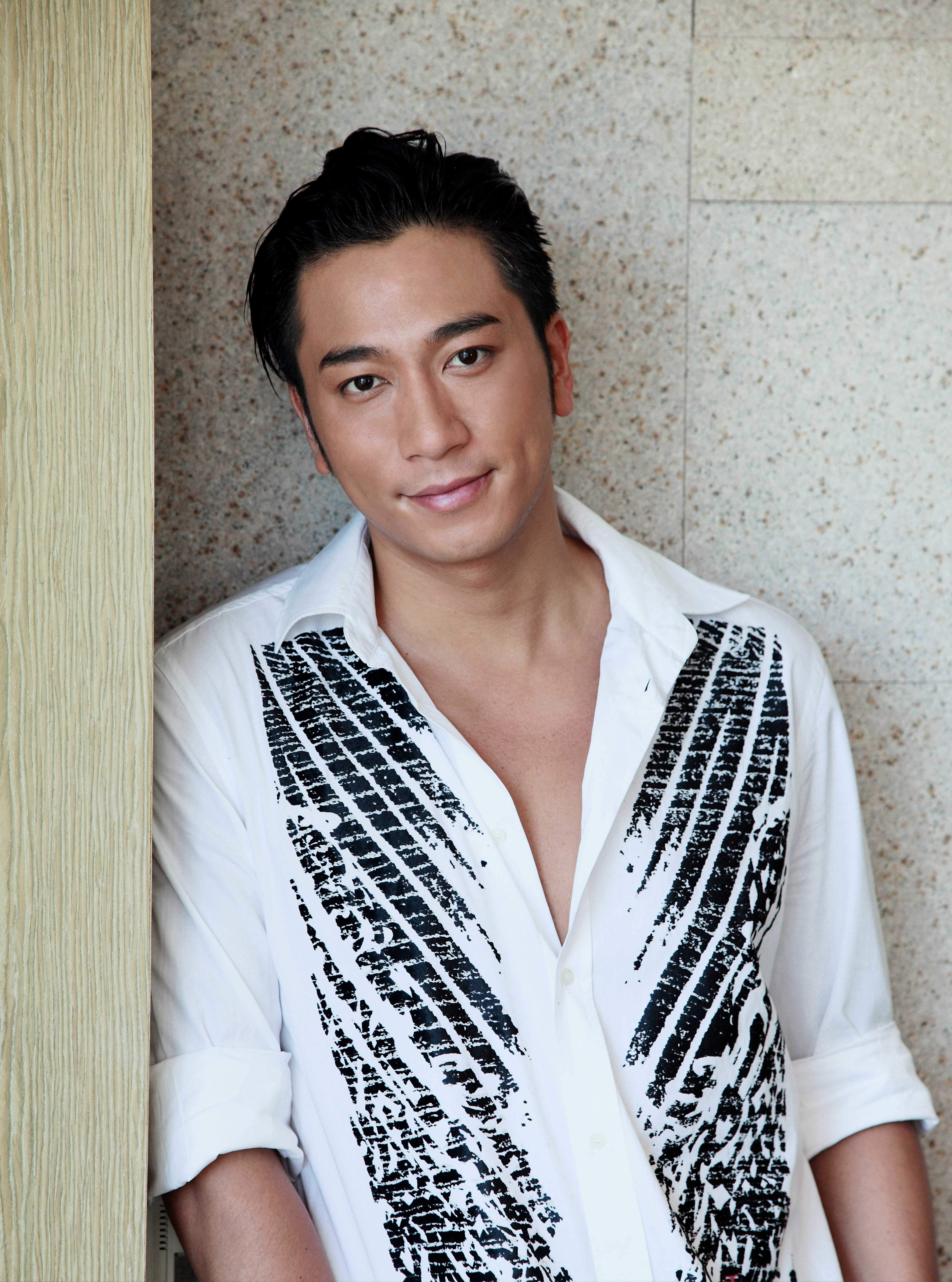
Ron Ng Cheuk Hai

Ron Ng (吳卓羲; * 2. September 1979 in Hongkong) ist ein chinesischer Schauspieler und Sänger. Er begann seine Karriere 1998 als Tänzer. Erste wichtige Rollen als Schauspieler übernahm er in den Serien Find The Light (英雄·刀·少年) und Triumph In The Skies (衝上雲霄). Später sang er das Lied 別怪她 und gewann den zweiten Platz für den Best Newcomer 2005.

## Serien
| Jahr | Serie                                      | Rolle                         | andere Schauspieler                                                                                          |
| 2002 | Golden Faith (流金歲月)                    | 關少秋                        | |
| 2002 | Lofty Water Verdant Bow (雲海玉弓緣)       | 朱金春                        | |
| 2003 | Vigilante Force (智勇新警界)               | 炮仗                          | |
| 2003 | Aqua Heroes (戀愛自由式)                   | 陳少安                        | BoBo Chan (陳文媛) Edwin Siu (蕭正楠) Leila Tong (唐寧) Stephy Tang (鄧麗欣) Theresa Fu (傅穎)               |
| 2003 | Triumph In The Skies (衝上雲霄)            | Issac (唐亦風)                | Francis Ng (吴镇宇) Joe Ma (馬德鐘) Sammul Chan (陳鍵鋒) Michelle Ye (葉璇) Mary Hon (韓馬利)                |
| 2003 | Find The Light (英雄·刀·少年)              | 王五                          | Tavia Yeung (楊怡) Damian Lau (劉松仁) Bosco Wong (黃宗澤) Shirley Yeung (楊思琦) Nancy Wu (胡定欣)          |
| 2005 | Twin of brothers (大唐雙龍傳)              | 徐子陵                        | Raymond Lam (林峯) Tavia Yeung (楊怡) Nancy Wu (胡定欣) Leila Tong (唐寧) Christine Ng (伍詠薇)              |
| 2005 | Lost In The Chamber Of Love (西廂奇緣)     | 張君瑞                        | Myolie Wu (胡杏兒) Michelle Ye (葉璇) Kenneth Ma (馬國明) Nancy Wu (胡定欣) Kiki Sheung (商天娥)             |
| 2005 | The Academy (學警雄心)                     | 鍾立文                        | Sammul Chan (陳鍵鋒) Michael Miu (苗僑偉) Tavia Yeung (楊怡) Fiona Sit (薛凱琪) Michelle Yim (米雪)          |
| 2005 | Guts of Man (肝膽崑崙)                     | 常歡                          | Sammul Chan (陳鍵鋒) Mandy CHO (曹敏莉) Yuen Wah (元華) Joyce Koi (蓋鳴暉) Louisa So (蘇玉華)                |
| 2005 | Revolving Doors of Vengeance (酒店風雲)    | 王啟傑                        | Joe Ma (馬德鐘) Kenix Kwok (郭可盈) Ella Koon (官恩娜) Elaine Yiu (姚子羚) Nancy Wu (胡定欣)                 |
| 2006 | Men In Pain (男人之苦)                     | 康世熙                        | Damian Lau (劉松仁) Louisa So (蘇玉華) Toby Leung (梁靖琪) Florence Kwok (郭少芸) Rebecca Chan (陳秀珠)      |
| 2006 | War and Destiny (亂世佳人)                 | 田孝義/松田孝義               | Sunny Chan (陳錦鴻) Myolie Wu (胡杏兒) Leila Tong (唐寧) Mandy CHO (曹敏莉) Bill Chan (石修)                 |
| 2007 | The Brink of Law (突圍行動)                | Leo (童日進)                  | Steven Ma (馬浚偉) Shirley Yeung (楊思琦) Michelle Yim (米雪) Kate Tsui (徐子珊) Bernice Liu (廖碧兒)        |
| 2007 | On the First Beat (學警出更)               | 鍾立文                        | Joey Yung (容祖兒) Sammul Chan (陳鍵鋒) Michael Tao (陶大宇) Tavia Yeung (楊怡) Sonija Kwok (郭羨妮)         |
| 2007 | The Drive of Life (歲月風雲)               | 冼介強/危介強                 | Joe Ma (馬德鐘) Jessica Hsuan (宣萱) Hui Siu Hung (許紹雄) Toby Leung (梁靖琪) Michael Miu (苗僑偉)          |
| 2007 | ICAC Investigators 2007 (廉政行動2007)     | 潘展基                        | Theresa Fu (傅穎) Shirley Yeung (楊思琦) Sammul Chan (陳鍵鋒) Michael Miu (苗僑偉) Astrid Chan (陳芷菁)      |
| 2008 | The Four (少年四大名捕)                    | 冷凌棄(冷血)                  | Raymond Lam (林峯) Sammul Chan (陳鍵鋒) Kenneth Ma (馬國明) Kate Tsui (徐子珊) Selena Li (李詩韻)            |
| 2009 | E.U. (學警狙擊)                            | 鍾立文                        | Michael Miu (苗僑偉), Sammul Chan (陳鍵鋒), Kathy Chow (周海媚), Elanne Kwong (江若琳), Michael Tse (謝天華) |
| 2009 | Rosy Business (巾幗梟雄)                   | Chiang Bit Ching              | |
| 2009 | A Chip Of The Old Block (巴不得爸爸...)    | Chor Chi                      | |
| 2010 | Ol Supreme                                 | Ling Sui Kei                  | |
| 2010 | Pretty Maid                                | Fang Shao Ling                | |
| 2011 | Dropping By Cloud Nine (你們我們他們)      | Jesse                         | |
| 2011 | Yes, Sir. Sorry, Sir!                      | Inspektor Nick Ching Man Lik  | |
| 2011 | Wax And Wane                               | Gary Yung Yi Hang             | |
| 2011 | Forensic Heroes III                        | SGT Wind Lee Chin Fung        | |
| 2012 | L'Escargot (缺宅男女)                      | Ting Koon Fung                | |
| 2012 | Happy Marshal                              | Wu Gang                       | |
| 2012 | Silver Spoon, Sterling Shackles (名媛望族) | Kam Muk Shui                  | |
| 2013 | Season Of Love (戀愛季節)                  | CK Ng Chun Kai (吳雋楷)       | Kate Tsui (徐子珊), Kenneth Ma (馬國明), Him Law (羅仲謙), Toby Leung (梁靖琪) & Myolie Wu (胡杏兒)          |
| 2013 | Triumph In The Skies II (衝上雲宵II)       | Issac Tong Yik Fung (唐亦風)  | Francis Ng (吴镇宇), Julian Cheung (張智霖), Myolie Wu (胡杏兒), Fala Chen (陳法拉) & Kenneth Ma (馬國明)    |
| 2014 | Ruse Of Engagement (叛逃)                  | Alfred Chong Yau Kit (莊有傑) | Ruco Chan (陳展鵬), Aimee Chan (陳茵媺), Yoyo Mung (蒙嘉慧), Kenny Wong (黃德斌) & Chris Lai (黎諾懿)        |
| 2014 | Black Heart White Soul (忠奸人)            | Funny Cheung Lap Fan (張立勳) | Roger Kwok (郭晉安), Kristal Tin (田蕊妮), Kiki Sheung (商天娥), Waise Lee (李子雄) & Louis Cheung (張繼聰)  |

## Gastauftritte
- 2001: Virtues of Harmony (皆大歡喜)
- 2002: Burning Flame II (烈火雄心II)
- 2004: sunshine heartbeat (赤沙印記@四葉草.2)

## Songs
- 嫁衣裳: Lost In The Chamber Of Love (西廂奇緣) mit Myolie Wu (胡杏兒)
- Put Your Hands Up: 2006 World Cup, mit Kevin Cheng (鄭嘉穎), Bosco Wong (黃宗澤) und Raymond Lam (林峯)
- 勇者: The Academy (學警雄心) mit Zac Kao (高皓正) und Rico Kwok (郭力行)
- 金剛: Men In Pain (男人之苦)
- 突圍: The Brink of Law (突圍行動) mit Steven Ma (馬浚偉)
- 邁向夢想的天空: On the First Beat (學警出更) mit Kenny Kwan (關智斌) und Deep (吳浩康)
- 別怪她: Revolving Doors of Vengeance (酒店風雲)
- 風暴: The Four (少年四大名捕) mit Raymond Lam (林峯), Kenneth Ma (馬國明) und Sammul Chan (陳鍵鋒)
- 超世代之戰: Pokemon Advanced Series (神奇寶貝超世代)
- 太陽之手: Yakitate!! Japan (日式麵包王)